# Lucas Biglia
 Lucas Rodrigo Biglia (* 30. Januar 1986 in Mercedes) ist ein argentinischer ehemaliger Fußballspieler.

## Karriere

### Verein
Bis 2005 spielte Biglia bei den Argentinos Juniors, bevor er im Januar 2005 für eineinhalb Jahre zu CA Independiente ging. Im August 2006 folgte der Wechsel nach Europa zum RSC Anderlecht. Hier wurde er durch seine konstant guten Leistungen im defensiven Mittelfeld schnell Stammspieler und schließlich Mannschaftskapitän. Zur Saison 2013/14 wechselte Biglia zu Lazio Rom. Von 2017 bis 2020 spielte er für den AC Mailand. Danach wechselte er in die Türkei zu Fatih Karagümrük SK und später zu Istanbul Başakşehir FK, wo er 2023 seine Karriere beendete.

### Nationalmannschaft
Seit 2011 war er Nationalspieler seines Heimatlandes. Er nahm an der Fußball-WM 2014 im Nachbarland Brasilien teil. Im Viertel- und Halbfinale stand er in der Startelf, ebenso im Finale, bei dem Argentinien 0:1 gegen Deutschland verlor. Nach dem Ausscheiden seiner Mannschaft im Achtelfinale der WM 2018 erklärte er seinen Rücktritt aus der Nationalmannschaft.

## Erfolge

### Argentinos Juniors
- U-17-Fußball-Südamerikameisterschaft 2003

### Nationalmannschaft
- Junioren-Weltmeister 2005
- Vizeweltmeister: 2014

### RSC Anderlecht
- Belgische Meisterschaft: 2006/07, 2009/10, 2011/12
- Belgischer Fußballpokal: 2007/08
- Belgischer Fußball-Supercup: 2006, 2007, 2010